# Гілеозавр
Гілеозавр (Hylaeosaurus) — рід травоїдних динозаврів групи анкілозаврів. Містить один вид Hylaeosaurus armatus. Ці тварини мешкали близько 136 млн років тому, у ранньому крейдовому періоді в Англії.

## Відкриття
Залишки цього динозавра були вперше знайдені в лісі Тілгейт у Південній Англії в 1832 році. Виявлені вони були звичайними робітниками, які працювали в каменярні. Потім ці залишки були передані на дослідження науковцю Гідеону Мантеллу.
Був знайдений лише один неповний скелет гілеозавра. Решта скам'янілих фрагментів скелета цього динозавра були знайдені по частинах, на різних територіях.
Це був перший із відкритих динозаврів, у якого були пластини на спині, та третім динозавром, (після мегалозавра та ігуанодона), які також були відкриті Мантеллом.

## Опис
Цей динозавр належить до групи анкілозаврів, яка ділиться на нодозаврид та анкілозаврид. У цих двох родин є ряд важливих відмінностей. Так, в анкілозавридів було масивне потовщення із кісткової тканини на кінчику хвоста, яке вони використовували як зброю, а на черепі були могутні оборонні пластини. У нодозаврів хвіст був звичайного вигляду і череп не був так добре захищений.
Гілеозавр належить до групи нодозаврид. Вся його спина і хвіст були вкриті пластинами із кісткової тканини, деякі із них в процесі еволюції перетворились на шипи. За допомогою цих пристосувань гілеозавр відлякував ворогів.
Як й інші анкілозаври, даний динозавр мало і повільно рухався, на всіх чотирьох кінцівках. Живився він, очевидно, травою та листям із нижніх гілок дерев, до яких міг дотягнутися.
Гілеозавр мешкав у субтропічному кліматі, там було багато річок, озер і лісів.
Скам'янілі рештки самого гілеозавра були знайдені тільки в Південній Англії. Залишки його найближчих родичів були знайдені й в США, Румунії, Іспанії і Англії.
Подібно іншим нодозаврам, передні лапи у гілеозавра були коротші задніх, від чого спина у них здималась горбом. Вони були міцної статури, тому легко витримували вагу панцира. Завдовжки досягав 6 м. Важив 1,5 т.